# La giuria
La giuria (titolo orig. The Runaway Jury) è un romanzo del genere giallo giudiziario dello scrittore americano John Grisham. Pubblicato nel 1996, è il settimo romanzo dell'autore.
L'adattamento nel film omonimo è uscito nel 2003, interpretato da Gene Hackman, Dustin Hoffman, John Cusack e Rachel Weisz.

## Trama
Wendall Rohr è un avvocato a capo di un team di legali che ha intentato una causa contro la Pynex, un'azienda produttrice di sigarette, per conto di Celeste Woods, una loro assistita, il cui marito è morto di cancro ai polmoni. La Pynex è difesa da un collegio di avvocati, pagato dalle ‘Big Four’, il consorzio che unisce quattro aziende produttrici di tabacco. A capo della difesa è l'esperto avvocato Durwood Cable, coadiuvato da Rankin Fitch, un consulente legale al soldo delle Big Four che aveva già contribuito in passato a vincere cause come questa, ricorrendo anche a metodi illeciti. Nicholas Easter, un ex studente di legge dal passato misterioso, riesce a farsi scegliere come giurato per il processo e, assieme alla sua ragazza Marlee, trama per pilotare il verdetto a favore di una o dell'altra parte.

## Personaggi principali
- Nicholas Easter: giurato. Noto anche come Perry Hirsch e come Jeff Kerr
- Marlee: compagna e complice di Nicholas. Nota anche come Claire Clement e come Gabrielle Brant
- Rankin Fitch: avvocato della difesa, lavora nell'ombra per far vincere il processo ai suoi assistiti
- Frederick Harkin: giudice del processo

## Personaggi secondari
- Wendhall Rohr: avvocato principale dell'accusa
- Durwood Cable: avvocato principale della difesa
- Herman Grimes: giurato e portavoce della giura (poi sostituito)
- Millie Dupree: giurata
- Lonnie Shaver: giurato
- Jerry Fernandez: giurato
- Sylvia "Fuffy" Taylor-Tatum: giurata
- Rikki Coleman: giurata
- Gladys Card: giurata
- Stella Hulic: giurata (poi sostituita)
- Frank "colonnello" Herrera: giurato (poi sostituito)
- Angel Weese: giurata
- Loreen Duke: giurata
- Philip Savelle: giurato di riserva n. 1
- Henry Vu: giurato di riserva n. 2
- Shine Royce: giurato di riserva n. 3

## Edizioni italiane
- La giuria, traduzione di Tullio Dobner, Collana Omnibus, Milano, Mondadori, giugno 1996,  pp. 442, cap. 43, ISBN 978-88-044-0863-5. - Collana Oscar Bestsellers n.780, Mondadori, maggio 1998, ISBN 978-88-044-5189-1.
- in Trilogy, Edizione speciale, Milano, Mondadori, 2019, ISBN 978-88-047-1992-2.